# Hongarije op de Olympische Zomerspelen 1960
Hongarije nam deel aan de Olympische Zomerspelen 1960 in Rome, Italië. Er werden drie gouden medailles minder gewonnen dan vier jaar ervoor.

## Medailleoverzicht
| Sport            | Olympiër | Discipline               | Medaille |
| ---------------- | --- | ------------------------ | -------- |
| Boksen           | Gyula Török | -51kg (m)                | Goud     |
| Kanovaren        | János Parti | C-1 1000m (m)            | Goud     |
| Moderne vijfkamp | Ferenc Németh | individueel (m)          | Goud     |
| Moderne vijfkamp | Imre Nagy András Balczó Ferenc Németh | team (m)                 | Goud     |
| Schermen         | Rudolf Kárpáti | sabel (m)                | Goud     |
| Schermen         | Tamás Mendelényi Rudolf Kárpáti Pál Kovács Zoltán Horváth Gábor Delneky Aladár Gerevich | sabel team (m)           | Goud     |
| Atletiek         | Gyula Zsivótzky | kogelslingeren (m)       | Zilver   |
| Kanovaren        | Imre Szöllősi | K-1 1000m (m)            | Zilver   |
| Kanovaren        | András Szente György Mészáros | K-2 1000m (m)            | Zilver   |
| Kanovaren        | Imre Szöllősi Imre Kemeczei András Szente György Mészáros | K-1 4x500m (m)           | Zilver   |
| Moderne vijfkamp | Imre Nagy | individueel (m)          | Zilver   |
| Schermen         | Zoltán Horváth | sabel (m)                | Zilver   |
| Schermen         | Györgyi Székely-Marvalics Ildikó Rejtő-Újlaky Magdolna Nyári-Kovács Katalin Juhász-Nagy Lídia Dömölky-Sákovics | floret team (v)          | Zilver   |
| Worstelen        | Imre Polyák | -61kg Grieks-Romeins (m) | Zilver   |
| Atletiek         | István Rózsavölgyi | 1500m (m)                | Brons    |
| Atletiek         | Gergely Kulcsár | speerwerpen (m)          | Brons    |
| Gewichtheffen    | Győző Veres | -75kg (m)                | Brons    |
| Kanovaren        | Imre Farkas András István Törő | C-2 1000m (m)            | Brons    |
| Kanovaren        | Klára Bánfalvi-Fried Vilma Egresi | K-2 500m (v)             | Brons    |
| Voetbal          | Flórián Albert Jenő Dalnoki Zoltán Dudás János Dunai Lajos Faragó János Göröcs Ferenc Kovács Dezső Novák Pál Orosz László (Tibor) Pál Tibor (László) Pál Gyula Rákosi Imre Sátori Ernő Solymosi Gábor Török Pál Várhidi Oszkár Vilezsál | mannen                   | Brons    |
| Waterpolo        | Ottó Boros István Hevesi Mihály Mayer Kálmán Markovics Tivadar Kanizsa Zoltán Dömötör György Kárpáti László Jenei Péter Rusorán András Katona Dezső Gyarmati László Felkai                                                              | mannen                   | Brons    |

## Deelnemers en resultaten

### Atletiek
| Olympiër                                                   | Discipline             | Resultaat | Prestatie                                                    |
| ---------------------------------------------------------- | ---------------------- | --------- | ------------------------------------------------------------ |
| Csaba Csutorás                                             | 200m (m)               | 31e       | serie 5: 3de in 21,7                                         |
| Csaba Csutorás                                             | 400m (m)               | 32e       | serie 3: 5de in 48,2                                         |
| Lajos Kovács                                               | 800m (m)               | 23e       | serie 6: 3de in 1.51,45 kwartfinale 2: 6de in 1.52,55        |
| Péter Parsch                                               | 800m (m)               | 33e       | serie 7: 3de in 1.51,34                                      |
| István Rózsavölgyi                                         | 800m (m)               | 27e       | serie 3: 4de in 1.49,51                                      |
| Lajos Kovács                                               | 1500m (m)              | 13e       | serie 3: 5de in 3.46,20                                      |
| Péter Parsch                                               | 1500m (m)              | DNF       | serie 2: niet gefinisht                                      |
| István Rózsavölgyi                                         | 1500m (m)              | Brons     | serie 1: 2de in 3.42,15 finale: 3de in 3.39,2                |
| Sándor Iharos                                              | 5000m (m)              | 13e       | serie 2: 2de in 14.09,38                                     |
| Miklós Szabó                                               | 5000m (m)              | 35e       | serie 4: 8ste in 14.51,99                                    |
| Béla Szekeres                                              | 5000m (m)              | DNF       | serie 1: niet gefinisht                                      |
| Sándor Iharos                                              | 10000m (m)             | 11e       | 29.16,07                                                     |
| József Kovács II                                           | 10000m (m)             | 15e       | 29.34,71                                                     |
| Gerhart Hecker                                             | 3000m steeplechase (m) | 25e       | serie 3: 9de in 9.12,4                                       |
| Attila Simon                                               | 3000m steeplechase (m) | 19e       | serie 1: 7de in 9.02,79                                      |
| Gerhart Hecker                                             | marathon (m)           | DNF       | niet gefinisht                                               |
| Tibor Balajcza                                             | 20km snelwandelen (m)  | DSQ       | gediskwalificeerd                                            |
| Béla Dinesz                                                | 50km snelwandelen (m)  | DNF       | niet gefinisht                                               |
| Sándor Noszály                                             | hoogspringen (m)       | 13e       | kwalificatie: 4de met 2,00m finale: 13de met 2,03m           |
| Zsigmond Nagy                                              | kogelstoten (m)        | 14e       | kwalificatie: 13de met 16,84m finale: 14de met 16,67m        |
| Ferenc Klics                                               | discuswerpen (m)       | 10e       | kwalificatie groep A: 3de met 53,34m finale: 10de met 53,37m |
| József Szécsényi                                           | discuswerpen (m)       | 4e        | kwalificatie groep B: 2de met 55,52m finale: 4de met 55,79m  |
| Gergely Kulcsár                                            | speerwerpen (m)        | Brons     | kwalificatie groep B: 6de met 74,40m finale: 3de met 78,57m  |
| Ferenc Klics                                               | kogelslingeren (m)     | 18e       | kwalificatie: 18de met 59,72m                                |
| Gyula Zsivótzky                                            | kogelslingeren (m)     | Zilver    | kwalificatie: 2de met 64,80m finale: 2de met 65,79m          |
|                                                            |                        |           |                                                              |
| Erzsébet Heldt                                             | 200m (v)               | 26e       | serie 6: 6de in 25,50                                        |
| Antónia Munkácsi                                           | 200m (v)               | 15e       | serie 4: 3de in 24,53                                        |
| Olga Kazi                                                  | 800m (v)               | 17e       | serie 2: 4de in 2.11,07                                      |
| Gizella Sasvári-Csóka                                      | 800m (v)               | 7e        | serie 3: 2de in 2.09,77 finale: 7de in 2.08,11               |
| Erzsébet Heldt Mária Bácskai Antónia Munkácsi Ildikó Jónás | 4x100m (v)             | 8e        | serie 1: 4de in 47,54                                        |
| Márta Rudasné Antal                                        | speerwerpen (v)        | 9e        | kwalificatie: 6de met 50,01m finale: 9de met 50,25m          |

### Basketbal
| Olympiër | Discipline | Resultaat                    | Prestatie |
| --- | ---------- | ---------------------------- | --- |
| Árpád Glatz György Pólik István Liptay János Bencze János Greminger János Simon László Bánhegyi László Gabányi Miklós Boháty Ottó Temesvári Tibor Zsíros Zoltán Judik | mannen     | style="text-align:center" 9e | groep A: 3de W van Japan: 93-66 V van Italië: 67-72 V van Verenigde Staten: 63-107 groep 9-16de plek: 1ste W van Bulgarije: 2-0 W van Puerto Rico: 84-80 W van Filipijnen: 81-70 groep 9-12de plek: 1ste V van Mexico: 57-69 W van Frankrijk: 74-70 |

| Groep A |                  |             |             |             |        |        |        |        |
|         | Land             | Wedstrijden | Wedstrijden | Wedstrijden | Punten | Punten | Punten | Punten |
| G       | Land             | W           | V           | V           | T      | Saldo  |        | Punten |
| 1       | Verenigde Staten | 3           | 3           | 0           | 320    | 183    | +137   | 6      |
| 2       | Italië           | 3           | 2           | 1           | 226    | 247    | -19    | 5      |
| 3       | Hongarije        | 3           | 1           | 2           | 223    | 245    | -22    | 4      |
| 4       | Japan            | 3           | 0           | 3           | 224    | 318    | -94    | 3      |

| Ronde       | Datum | Plaats           | Land   | Score     | Land |
| ----------- | ----- | ---------------- | ------ | --------- | ---- |
| Groepsfase  |       |                  |        |           |      |
| 26 augustus | Rome  | Hongarije        | 93-66  | Japan     |      |
| 27 augustus | Rome  | Italië           | 72-67  | Hongarije |      |
| 29 augustus | Rome  | Verenigde Staten | 107-63 | Hongarije |      |

| Groep 9-16de plek |             |             |             |             |        |        |        |        |
|                   | Land        | Wedstrijden | Wedstrijden | Wedstrijden | Punten | Punten | Punten | Punten |
| G                 | Land        | W           | V           | V           | T      | Saldo  |        | Punten |
| 1                 | Hongarije   | 3           | 3           | 0           | 167    | 150    | +17    | 6      |
| 2                 | Filipijnen  | 3           | 2           | 1           | 154    | 161    | -7     | 5      |
| 3                 | Puerto Rico | 3           | 1           | 2           | 162    | 166    | -4     | 4      |
| 4                 | Bulgarije   | 3           | 0           | 3           | 0      | 6      | -6     | 0      |

| Ronde       | Datum | Plaats    | Land  | Score       | Land |
| ----------- | ----- | --------- | ----- | ----------- | ---- |
| Groepsfase  |       |           |       |             |      |
| 1 september | Rome  | Hongarije | 2-0   | Bulgarije   |      |
| 2 september | Rome  | Hongarije | 84-80 | Puerto Rico |      |
| 3 september | Rome  | Hongarije | 81-70 | Filipijnen  |      |

| Groep 9-12de plek |            |             |             |             |        |        |        |        |
|                   | Land       | Wedstrijden | Wedstrijden | Wedstrijden | Punten | Punten | Punten | Punten |
| G                 | Land       | W           | V           | V           | T      | Saldo  |        | Punten |
| 1                 | Hongarije  | 3           | 2           | 1           | 212    | 209    | +3     | 5      |
| 2                 | Frankrijk  | 3           | 2           | 1           | 283    | 211    | +72    | 5      |
| 3                 | Filipijnen | 3           | 1           | 2           | 210    | 267    | -57    | 4      |
| 4                 | Mexico     | 3           | 1           | 2           | 195    | 213    | -18    | 4      |

| Ronde        | Datum | Plaats    | Land  | Score     | Land |
| ------------ | ----- | --------- | ----- | --------- | ---- |
| Groepsfase   |       |           |       |           |      |
| 8 september  | Rome  | Hongarije | 57-69 | Mexico    |      |
| 10 september | Rome  | Hongarije | 74-70 | Frankrijk |      |

### Boksen
| Olympiër       | Discipline  | Resultaat | Prestatie |
| -------------- | ----------- | --------- | --- |
| Gyula Török    | -51kg (m)   | Goud      | 1ste ronde: vrij 2de ronde: W van ESP Mesa: knock-out 3de ronde: W van AUS Gattellari: 3-0 kwartfinale: W van ARG Botta: 5-0 halve finale: W van RAU El-Gindy: 4-0 finale: W van URS Sivko: 3-2 |
| József Nagy    | -54kg (m)   | 9e        | 1ste ronde: vrij 2de ronde: W van FRA Parra: 3-2 3de ronde: V van EUA Rascher: 1-4 |
| Lajos Baranyai | -57kg (m)   | 17e       | 1ste ronde: V van ARG Aro: 0-5 |
| Ferenc Kellner | -60kg (m)   | 5e        | 1ste ronde: vrij 2de ronde: W van FRA Cotot: 3-2 3de ronde: W van JPN Ito: 5-0 kwartfinale: V van GBR McTaggart: 2-3                                                                            |
| György Pál     | -63;5kg (m) | 9e        | 1ste ronde: vrij 2de ronde: W van TUN Bechir: knock-out 3de ronde: V van POL Kasprzyk: 0-5 |
| László Sebők   | -67kg (m)   | 17e       | 1ste ronde: vrij 2de ronde: V van RSA Loubscher: 0-5 |

### Gewichtheffen
| Olympiër       | Discipline  | Resultaat | Prestatie                                                                              |
| -------------- | ----------- | --------- | -------------------------------------------------------------------------------------- |
| Árpád Borsányi | -56kg (m)   | 14e       | drukken: 19de met 82,5kg trekken: 8ste met 92,5kg stoten: 11de met 120kg totaal: 295kg |
| Imre Földi     | -56kg (m)   | 6e        | drukken: 2de met 100kg trekken: 10de met 90kg stoten: 4de met 130kg totaal: 320kg      |
| Mihály Huszka  | -67,5kg (m) | 6e        | drukken: 11de met 110kg trekken: 9de met 107,5kg stoten: 4de met 147,5kg totaal: 365kg |
| Győző Veres    | -75kg (m)   | Brons     | drukken: 4de met 130kg trekken: 4de met 120kg stoten: 3de met 155kg totaal: 405kg      |
| Géza Tóth      | -82,5kg (m) | 4e        | drukken: 7de met 125kg trekken: 3de met 125kg stoten: 3de met 167,5kg totaal: 417,5kg  |

### Turnen
| Olympiër                                                                                           | Discipline               | Resultaat | Prestatie      |
| -------------------------------------------------------------------------------------------------- | ------------------------ | --------- | -------------- |
| Géza Bejek                                                                                         | individuele meerkamp (m) | 80e       | 105,70 punten  |
| Sándor Békési                                                                                      | individuele meerkamp (m) | 84e       | 105,25 punten  |
| Rajmund Csányi                                                                                     | individuele meerkamp (m) | 35e       | 110,10 punten  |
| Rudolf Keszthelyi                                                                                  | individuele meerkamp (m) | 49e       | 109,10 punten  |
| János Mester                                                                                       | individuele meerkamp (m) | 75e       | 106,75 punten  |
| Lajos Varga                                                                                        | individuele meerkamp (m) | 32e       | 110,35 punten  |
| Géza Bejek Sándor Békési Rajmund Csányi Rudolf Keszthelyi János Mester Lajos Varga                 | meerkamp team (m)        | 12e       | 545,45 punten  |
| |                          |           |                |
| Mária Bencsik                                                                                      | individuele meerkamp (v) | 47e       | 72,030 punten  |
| Anikó Ducza-Jánosi                                                                                 | individuele meerkamp (v) | 23e       | 73,398 punten  |
| Klára Förstner                                                                                     | individuele meerkamp (v) | 36e       | 72,697 punten  |
| Judit Füle                                                                                         | individuele meerkamp (v) | 19e       | 73,831 punten  |
| Katalin Müller-Száll                                                                               | individuele meerkamp (v) | 38e       | 72,530 punten  |
| Olga Tass-Lemhényi                                                                                 | individuele meerkamp (v) | 40e       | 72,397 punten  |
| Mária Bencsik Anikó Ducza-Jánosi Klára Förstner Judit Füle Katalin Müller-Száll Olga Tass-Lemhényi | meerkamp team (v)        | 7e        | 367,054 punten |

### Kanovaren
| Olympiër                                                  | Discipline     | Resultaat | Prestatie                                                                        |
| --------------------------------------------------------- | -------------- | --------- | -------------------------------------------------------------------------------- |
| János Parti                                               | C-1 1000m (m)  | Goud      | serie 2: 1ste in 4.36,80 halve finale 2: 1ste in 4.40,50 finale: 1ste in 4.33,03 |
| Imre Farkas András Törő                                   | C-2 1000m (m)  | Brons     | serie 2: 1ste in 4.29,42 finale: 3de in 4.20,89                                  |
| Imre Szöllősi                                             | K-1 1000m (m)  | Zilver    | serie 2: 1ste in 4.04,23 halve finale 2: 1ste in 3.57,11 finale: 2de in 3.54,02  |
| Imre Szöllősi Imre Kemecsey András Szente György Mészáros | K-1 4x500m (m) | Zilver    | serie 3: 1ste in 7.50,51 halve finale 3: 1ste in 7.50,03 finale: 2de in 7.44,02  |
| György Mészáros András Szente                             | K-2 1000m (m)  | Zilver    | serie 2: 2de in 3.38,28 halve finale 1: 1ste in 3.46,75 finale: 2de in 3.34,91   |
|                                                           |                |           |                                                                                  |
| Klára Fried-Bánfalvi                                      | K-1 500m (v)   | 5e        | serie 1: 3de in 2.17,39 halve finale 2: 2de in 2.15,51 finale: 5de in 2.14,027   |
| Klára Fried-Bánfalvi Vilma Egresi                         | K-2 500m (v)   | Brons     | serie 1: 3de in 2.01,86 finale: 3de in 1.58,22                                   |

### Moderne vijfkamp
| Olympiër                              | Discipline      | Resultaat | Prestatie    |
| ------------------------------------- | --------------- | --------- | ------------ |
| András Balczó                         | individueel (m) | 4e        | 4973 punten  |
| Imre Nagy                             | individueel (m) | Zilver    | 4988 punten  |
| Ferenc Németh                         | individueel (m) | Goud      | 5024 punten  |
| András Balczó Imre Nagy Ferenc Németh | individueel (m) | Goud      | 14863 punten |

### Paardensport
| Olympiër                            | Discipline     | Resultaat      | Prestatie         |
| Springconcours                      | Springconcours | Springconcours | Springconcours    |
| ----------------------------------- | -------------- | -------------- | ----------------- |
| Imre Karcsu                         | individueel    | DNF            | niet gefinisht    |
| Lajos Somlay                        | individueel    | DNF            | niet gefinisht    |
| István Suti                         | individueel    | 10e            | 28,50 strafpunten |
| Imre Karcsu Laszlo Mora István Suti | team           | DNF            | niet gefinisht    |

### Roeien
| Olympiër                                                              | Discipline      | Resultaat | Prestatie                                                                                                   |
| --------------------------------------------------------------------- | --------------- | --------- | --- |
| Pál Wágner László Munteán Gyula Lengyel                               | twee-met (m)    | 18e       | serie 2: gediskwalificeerd herkansingen: 5de in 8.01,35                                                     |
| Lajos Kiss György Sarlós József Sátori Béla Zsitnik                   | vier-zonder (m) | 9e        | serie 1: 4de in 6.34,90 herkansingen: 2de in 6.43,44                                                        |
| Tibor Bedekovits Csaba Kovács László Munteán Pál Wágner Gyula Lengyel | vier-met (m)    | 6e        | serie 1: 2de in 6.40,01 herkansingen: 1ste in 6.51,08 halve finale 1: 3de in 7.05,84 finale: 6de in 6.51,65 |

### Schermen
| Olympiër | Discipline      | Resultaat | Prestatie |
| --- | --------------- | --------- | --- |
| Tamás Gábor | degen (m)       | 17e       | 1ste ronde groep L: 2de met 4 overwinningen 2de ronde groep D: 3de met 3 overwinningen kwartfinale A: 5de met 1 overwinning |
| István Kausz | degen (m)       | 11e       | 1ste ronde groep D: 1ste met 4 overwinningen 2de ronde groep E: 1ste met 3 overwinningen kwartfinale C: 2de met 3 overwinningen halve finale A: 6de met 1 overwinning                                                                                |
| József Sákovics | degen (m)       | 4e        | 1ste ronde groep B: 1ste met 4 overwinningen 2de ronde groep B: 2de met 4 overwinningen kwartfinale D: 3de met 3 overwinningen halve finale B: 1ste met 3 overwinningen finale: 4de met 4 overwinningen bronzen finale: Bruno Habārovs 7-8           |
| József Marosi Tamás Gábor István Kausz József Sákovics Árpád Bárány                                                      | degen team (m)  | 4e        | 1ste ronde groep B: 1ste met 2 overwinningen kwartfinale: W van Luxemburg: 9-2 halve finale: V van Groot-Brittannië: 7-8 bronzen finale: V van Sovjet-Unie: 5-9                                                                                      |
| Mihály Fülöp | floret (m)      | 9e        | 1ste ronde groep F: 2de met 5 overwinningen 2de ronde groep C: 3de met 3 overwinningen kwartfinale D: 3de met 3 overwinningen halve finale A: 5de met 2 overwinningen                                                                                |
| Jenő Kamuti | floret (m)      | 17e       | 1ste ronde groep D: 2de met 4 overwinningen 2de ronde groep F: 1ste met 4 overwinningen kwartfinale A: 6de met 2 overwinningen |
| László Kamuti | floret (m)      | 31e       | 1ste ronde groep H: 2de met 5 overwinningen 2de ronde groep A: 5de met 0 overwinningen |
| Ferenc Czvikovszki Jenő Kamuti Mihály Fülöp László Kamuti József Gyuricza József Sákovics                                | floret team (m) | 4e        | 1ste ronde groep B: 1ste met 1 overwinning kwartfinale: W van Groot-Brittannië: 9-7 halve finale: V van Italië: 8-8 bronzen finale: V van EUA: 5-9                                                                                                   |
| Aladár Gerevich | sabel (m)       | 9e        | 1ste ronde groep I: 1e met 5 overwinningen 2de ronde groep B: 2de met 3 overwinningen kwartfinale C: 2de met 3 overwinningen halve finale B: 3de met 2 overwinningen Barrage voor de finale: 3de met 1 overwinning                                   |
| Zoltán Horváth | sabel (m)       | Zilver    | 1ste ronde groep F: 1ste met 4 overwinningen 2de ronde groep A: 2de met 4 overwinningen kwartfinale B: 3de met 3 overwinningen halve finale B: 2de met 4 overwinningen finale: 2de met 4 overwinningen Barrage voor plek 2-5: 1e met 2 overwinningen |
| Rudolf Kárpáti | sabel (m)       | Goud      | 1ste ronde groep J: 1ste met 4 overwinningen 2de ronde groep E: 1e met 4 overwinningen kwartfinale D: 1e met 4 overwinningen halve finale A: 1e met 4 overwinningen halve finale B: 2de met 4 overwinningen finale: 1e met 5 overwinningen           |
| Aladár Gerevich Rudolf Kárpáti Pál Kovács Zoltán Horváth Gábor Delneky Tamás Mendelényi                                  | sabel team (m)  | Goud      | 1ste ronde groep A: 1ste met 1 overwinning kwartfinale: W van Roemenië: 9-3 halve finale: W van Italië: 9-6 finale: W van Polen: 9-7 |
| |                 |           | |
| Magda Nyári-Kovács | floret (v)      | 9e        | 1ste ronde groep F: 2de met 4 overwinningen kwartfinale D: 1ste met 4 overwinningen halve finale A: 5de met 1 overwinning |
| Ildikó Ságiné Ujlakyné Rejtő                                                                                             | floret (v)      | 9e        | 1ste ronde groep A: 1ste met 4 overwinningen kwartfinale A: 3de met 3 overwinningen halve finale B: 6de met 1 overwinning |
| Lídia Sákovicsné Dömölky                                                                                                 | floret (v)      | 13e       | 1ste ronde groep B: 2de met 4 overwinningen kwartfinale C: 5de met 3 overwinningen |
| Ildikó Ságiné Ujlakyné Rejtő Györgyi Marvalics-Székely Magda Nyári-Kovács Katalin Nagyné Juhász Lídia Sákovicsné Dömölky | floret team (v) | Zilver    | 1ste ronde groep B: 1ste met 2 overwinningen kwartfinale: W van Nederland: 9-3 halve finale: W van Italië: 9-3 finale: V van Sovjet-Unie: 3-9 |

### Schietsport
| Olympiër          | Discipline                  | Resultaat | Prestatie                                                                                                 |
| ----------------- | --------------------------- | --------- | --- |
| János Holup       | 50m geweer 3 houdingen (m)  | 8e        | kwalificatie groep 2: 1ste met 562 punten (197-190-175) finale: 8ste met 1134 punten (394-384-356)        |
| Imre Simkó        | 50m geweer 3 houdingen (m)  | 15e       | kwalificatie groep 1: 10de met 553 punten (194-181-178) finale: 15de met 1128 punten (389-380-359)        |
| János Dosztály    | 50m geweer liggend (m)      | 8e        | kwalificatie groep 2: 15de met 384 punten (95-97-96-97) finale: 21ste met 580 punten (94-95-96-98-100-97) |
| Imre Simkó        | 50m geweer liggend (m)      | 15e       | kwalificatie groep 1: 14de met 385 punten (94-96-98-97) finale: 30ste met 578 punten (95-98-95-95-96-99)  |
| Sándor Krebs      | 300m geweer 3 houdingen (m) | 8e        | kwalificatie groep 2: 7de met 561 punten (194-190-177) finale: 8ste met 1118 punten (386-373-359)         |
| Miklós Szabó      | 300m geweer 3 houdingen (m) | 18e       | kwalificatie groep 1: 8ste met 550 punten (193-183-178) finale: 18de met 1096 punten (382-366-348)        |
| Ambrus Balogh     | 50m pistool (m)             | 16e       | kwalificatie groep 1: 13de met 350 punten (86-92-89-83) finale: 16de met 538 punten (86-92-90-90-88-92)   |
| József Gyönyörű   | 25m snelvuurpistool (m)     | 25e       | 573 punten: (286-287)                                                                                     |
| Ferenc Kun        | 25m snelvuurpistool (m)     | 15e       | 578 punten: (290-288)                                                                                     |
| Károly Kulin-Nagy | trap (m)                    | 31e       | kwalificatie: 33ste met 85 punten finale: 31ste met 167 punten                                            |
| Ede Szomjas       | trap (m)                    | 19e       | kwalificatie: 6de met 93 punten finale: 19de met 178 punten                                               |

### Schoonspringen
| Olympiër      | Discipline    | Resultaat | Prestatie                         |
| ------------- | ------------- | --------- | --------------------------------- |
| Konkoly János | 3m plank (m)  | 24e       | voorronde: 24ste met 46,94 punten |
| Dóra József   | 3m plank (m)  | 30e       | voorronde: 30ste met 41,21 punten |
| Konkoly János | 10m toren (m) | 18e       | voorronde: 18de met 50,01 punten  |
| Dóra József   | 10m toren (m) | 23e       | voorronde: 23ste met 45,51 punten |

### Voetbal
| Olympiër | Discipline | Resultaat | Prestatie |
| --- | ---------- | --------- | --- |
| Flórián Albert Jenő Dalnoki Zoltán Dudás János Dunai Lajos Faragó János Göröcs Ferenc Kovács Kálmán Mészöly Dezső Novák Pál Orosz László Pál Tibor Pál Gyula Rákosi Imre Sátori Ernő Solymosi Antal Szentmihályi Gábor Török Pál Várhidi Oszkár Vilezsál | mannen     | Brons     | groep D: 1ste W van India: 2-1 W van Peru: 6-2 W van Frankrijk: 7-0 halve finale: V van Denemarken: 0-2 bronzen finale: W van Italië: 2-1 |

| Groep D |           |             |             |             |             |            |            |            |        |
| #       | Land      | Wedstrijden | Wedstrijden | Wedstrijden | Wedstrijden | Doelpunten | Doelpunten | Doelpunten | Punten |
| #       | Land      | G           | W           | G           | V           | V          | T          | Saldo      | Punten |
| 1       | Hongarije | 3           | 3           | 0           | 0           | 15         | 3          | +12        | 6      |
| 2       | Frankrijk | 3           | 1           | 1           | 1           | 3          | 9          | -6         | 3      |
| 3       | Peru      | 3           | 1           | 0           | 2           | 6          | 9          | -3         | 2      |
| 4       | India     | 3           | 0           | 1           | 2           | 3          | 6          | −3         | 1      |

| Ronde          | Datum    | Plaats     | Land | Score     | Land |
| -------------- | -------- | ---------- | ---- | --------- | ---- |
| Groepsfase     |          |            |      |           |      |
| 26 augustus    | L'Aquila | Hongarije  | 2-1  | India     |      |
| 29 augustus    | Napels   | Hongarije  | 6-2  | Peru      |      |
| 1 september    | Rome     | Hongarije  | 7-0  | Frankrijk |      |
| Halve finale   |          |            |      |           |      |
| 5 september    | Rome     | Denemarken | 2-1  | Hongarije |      |
| Bronzen finale |          |            |      |           |      |
| 9 september    | Rome     | Hongarije  | 2-1  | Italië    |      |

### Waterpolo
| Olympiër | Discipline | Resultaat | Prestatie |
| --- | ---------- | --------- | --------- |
| Ottó Boros István Hevesi Mihály Mayer Kálmán Markovics Tivadar Kanizsa Zoltán Dömötör György Kárpáti László Jenei Péter Rusorán András Katona Dezső Gyarmati László Felkai | mannen     | Brons     |           |

### Wielersport
| Olympiër       | Discipline       | Resultaat | Prestatie      |
| Baan           | Baan             | Baan      | Baan           |
| -------------- | ---------------- | --------- | -------------- |
| János Söre     | tijdrit (m)      | 10e       | 1.10,63        |
| Weg            |                  |           |                |
| János Dévai    | wegwedstrijd (m) | DNF       | niet gefinisht |
| Ferenc Horváth | wegwedstrijd (m) | DNF       | niet gefinisht |
| Ferenc Stámusz | wegwedstrijd (m) | DNF       | niet gefinisht |
| Győző Török    | wegwedstrijd (m) | DNF       | niet gefinisht |

### Worstelen
| Olympiër          | Discipline  | Resultaat   | Prestatie |
| Vrije stijl       | Vrije stijl | Vrije stijl | Vrije stijl |
| ----------------- | ----------- | ----------- | --- |
| József Kellermann | -62kg (m)   | 12e         | 1ste ronde: W van SUI Meinhard 2de ronde: V van FIN Penttilä 3de ronde: V van TUR Dağıstanlı                                                                                            |
| Gyula Tóth        | -67kg (m)   | 20e         | 1ste ronde: V van JPN Abe 2de ronde: V van URS Syniavskiy |
| Géza Hollósi      | -79kg (m)   | 5e          | 1ste ronde: W van BUL Gardzhev 2de ronde: W van AUS Hollósi 3de ronde: W van JPN Nagai 4de ronde: V van TUR Güngör                                                                      |
| György Gurics     | -87kg (m)   | 8e          | 1ste ronde: W van CAN Steckle 2de ronde: V van SWE Palm 3de ronde: W van IND Singh 4de ronde: V van IRI Takhti                                                                          |
| János Reznák      | +87kg (m)   | 5e          | 1ste ronde: W van USA Kerslake 2de ronde: V van AUS Mitchell 3de ronde: W van GBR Richmond 4de ronde: W van BUL Akhmedov                                                                |
| Grieks-Romeins    |             |             | |
| Imre Hódos        | -57kg (m)   | 11e         | 1ste ronde: W van NED Alflen 2de ronde: V van ROU Cernea 3de ronde: G van ITA Gramellini 4de ronde: V van POL Knitter                                                                   |
| Imre Hódos        | -62kg (m)   | Zilver      | 1ste ronde: W van YUG Gološin 2de ronde: vrij 3de ronde: W van MAR Mahassine 4de ronde: W van URS Vyrupayev 5de ronde: W van TCH Tóth 6de ronde: W van ROU Şulţ finale: V van TUR Sille |
| Antal Rizmayer    | -73kg (m)   | 7e          | 1ste ronde: vrij 2de ronde: W van ESP Cuetos 3de ronde: W van NOR Barlie 4de ronde: V van YUG Horvat 5de ronde: V van TUR Bayrak                                                        |
| György Gurics     | -79kg (m)   | 24e         | 1ste ronde: W van BEL Michiels |
| Péter Piti        | -87kg (m)   | 4e          | 1ste ronde: W van ITA Cerroni 2de ronde: W van SUI Rusterholz 3de ronde: vrij 4de ronde: W van ESP Panizo 5de ronde: V van URS Kartozia 6de ronde: V van BUL Bimbalov                   |
| István Kozma      | +87kg (m)   | 4e          | 1ste ronde: W van USA Lewis 2de ronde: V van BUL Kasabov 3de ronde: W van ITA Bulgarelli 4de ronde: W van POL Sosnowski                                                                 |

### Zeilen
| Olympiër                     | Discipline      | Resultaat | Prestatie                           |
| ---------------------------- | --------------- | --------- | ----------------------------------- |
| Kálmán Tolnai                | finn            | 25e       | 2060 punten: (17-28-25-19-27-11-27) |
| Imre Holényi Albin Molnár    | flying dutchman | 13e       | 3575 punten: (20-12-9-11-2-DNF-20)  |
| István Telegdy István Jutasi | star klasse     | 12e       | 3063 punten: (12-15-6-7-13-15-11)   |

### Zwemmen
| Olympiër                                                                          | Discipline            | Resultaat | Prestatie                                                                   |
| --------------------------------------------------------------------------------- | --------------------- | --------- | --------------------------------------------------------------------------- |
| Gyula Dobay                                                                       | 100m vrije slag (m)   | 5e        | serie 4: 1ste in 56,5 halve finale 3: 1ste in 56,3 finale: 5de in 56,3      |
| László Lantos                                                                     | 100m vrije slag (m)   | 18e       | serie 5: 3de in 57,4 halve finale 2: 6de in 58,0                            |
| Tamás Hornyánszky                                                                 | 400m vrije slag (m)   | 29e       | serie 1: 4de in 4.46,2                                                      |
| József Katona                                                                     | 400m vrije slag (m)   | 9e        | serie 2: 2de in 4.29,5                                                      |
| András Bodnár                                                                     | 1500m vrije slag (m)  | 27e       | serie 3: 6de in 20.22,2                                                     |
| József Katona                                                                     | 1500m vrije slag (m)  | 9e        | serie 4: 2de in 17.53,5 finale: 5de in 17.43,7                              |
| József Csikány                                                                    | 100m rugslag (m)      | 12e       | serie 1: 2de in 1.04,5 halve finale 2: 7de in 1.05,2                        |
| János Konrád                                                                      | 100m rugslag (m)      | 37e       | serie 5: 7de in 1.19,9                                                      |
| László Felkai                                                                     | 200m schoolslag (m)   | 12e       | serie 1: gediskwalificeerd                                                  |
| György Kunsági                                                                    | 200m schoolslag (m)   | 15e       | serie 5: 3de in 2.42,2 halve finale 2: 8ste in 2.42,4                       |
| László Kiss                                                                       | 200m vlinderslag (m)  | 23e       | serie 5: 4de in 2.31,0                                                      |
| György Müller László Lantos Gyula Dobay József Katona                             | 4x200m vrije slag (m) | 10e       | serie 2: 5de in 8.32,6                                                      |
| József Csikány György Kunsági László Kiss László Lantos                           | 4x100m wisselslag (m) | 9e        | serie 3: 4de in 4.17,7                                                      |
|                                                                                   |                       |           |                                                                             |
| Katalin Boros                                                                     | 100m vrije slag (v)   | 15e       | serie 1: 3de in 1.05,2 halve finale 2: 7de in 1.06,2                        |
| Csilla Madarász-Bajnogel-Dobai                                                    | 100m vrije slag (v)   | 5e        | serie 3: 1ste in 1.04,5 halve finale 1: 3de in 1.02,0 finale: 5de in 1.03,6 |
| Mária Frank                                                                       | 400m vrije slag (v)   | 19e       | serie 3: 6de in 5.21,9                                                      |
| Magda Dávid                                                                       | 100m rugslag (v)      | 21e       | serie 3: 5de in 1.15,7                                                      |
| Anna Temesvári                                                                    | 100m rugslag (v)      | 29e       | serie 1: 9ste in 1.21,5                                                     |
| Klára Killermann                                                                  | 200m schoolslag (v)   | 13e       | serie 2: 2de in 2.58,7                                                      |
| Márta Egerváry                                                                    | 100m vlinderslag (v)  | 22e       | serie 3: 6de in 1.19,4                                                      |
| Anna Temesvári Mária Frank Katalin Boros Csilla Madarász-Bajnogel-Dobai           | 4x100m vrije slag (v) | 4e        | serie 2: 2de in 4.22,2 finale: 4de in 4.21,2                                |
| Magda Dávid Klára Killermann-Bartos Márta Egerváry Csilla Madarász-Bajnogel-Dobai | 4x100m wisselslag (v) | 6e        | serie 1: 4de in 4.52,8 finale: 6de in 4.53,7                                |

Afghanistan · Argentinië · Australië · Bahama's · België · Bermuda · Birma · Brazilië · Brits-Guiana · Bulgarije · Canada · Ceylon · Chili · Colombia · Cuba · Denemarken · Duits eenheidsteam · Ethiopië · Fiji · Filipijnen · Finland · Frankrijk · Ghana · Griekenland · Groot-Brittannië · Haïti · Hongarije · Hongkong · Ierland · IJsland · India · Indonesië · Irak · Iran · Israël · Italië · Japan · Joegoslavië · Kenia · Libanon · Liberia · Liechtenstein · Luxemburg · Malakka · Malta · Marokko · Mexico · Monaco · Nederland · Nederlandse Antillen · Nieuw-Zeeland · Nigeria · Noorwegen · Oeganda · Oostenrijk · Pakistan · Panama · Peru · Polen · Portugal · Puerto Rico · Roemenië · San Marino · Singapore · Soedan · Sovjet-Unie · Spanje · Suriname · Taiwan · Thailand · Tsjecho-Slowakije · Tunesië · Turkije · Uruguay · Venezuela · Verenigde Arabische Republiek · Verenigde Staten · Vietnam · West-Indische Federatie · Zuid-Afrika · Zuid-Korea · Zuid-Rhodesië · Zweden · Zwitserland